# Munyat al-Rummaniya
Pour les articles homonymes, voir Almunia.
Munyat al-Rummaniya (anciennement connue sous le nom d'Almunia de Alamiriya) est le site archéologique d'une Almunia riche demeure à vocation agricole, située près de Madinat al-Zahra et de Cordoue en Espagne. Il date de la seconde partie du Xe siècle durant le Califat omeyyade de Cordoue et possède des résidences, ses cultures, un complexe système d’adduction d'eau et probablement des bains. Elle appartient dans un premier temps à Durri al-Sagir, trésorier au service du Calife Al-Hakam II qui lui en fait don  en échange de levée de sanctions pour malversations.
Le site est redécouvert en 1910 et transformé en résidence privée en 1926. Elle est assimilée à madinat al-Zahira, la résidence d'Almanzor jusqu'en 1984, date à laquelle la découverte de nouveaux documents révèle l'histoire de ce site et de ses propriétaires successifs.
En 1931, elle est déclarée Monument historique-artistique national, Bien d'Intérêt Culturel en 1966 et intégrée à la zone archéologique de Madinat al-Zahra en 1998 sous sa protection comme patrimoine mondial de l'humanité.

## Historique du site archéologique
Le site fut fouillé pour la première fois en 1910 par Ricardo Velázquez Bosco, restaurateur en chef de la mosquée de Cordoue et découvreur de nombreux gisements archéologiques autour de Cordoue.
Le terrain fut acquis en 1926 par le  Julián de Olivares y Ballivián marquis de Murrieta, qui fit construire une résidence secondaire sur ce terrain détruisant les sols mis au jour par l'archéologue. Il procéda à la restauration et à la reconstruction des murs d'enceinte avec les éléments d'origine effondrés ce qui rend difficile la distinction entre la restauration et les éléments conservés.
Plusieurs éléments décoratifs (piles, vasques) de grande qualité furent alors découverts et furent transférés au musée archéologique de la ville.
La villa a été dans un premier temps assimilée à une résidence dAl Amir Al-Mansur (dit Almanzor) ce qui lui valut le nom de al-Āmirīya (appartenant à Al Amir). En 1984, Manuel Ocaña Jiménez, à la lumière de nouveaux textes arabes traduits (principalement Muktabas V) révise l'histoire du site. Il l'assimile à Munyat al-Rummaniyya, résidence construite pour Durrir al-Sagir, trésorier du Calife  al-Hakam II, En 973 le trésorier offrit sa résidence au Calife avec toutes ses dépendances. 
Durrir al-Sagir appartenait à une famille d'esclaves qui faisaient partie de l'administration califale et dont les noms sont cités durant deux générations. Son père Banu Durrir semble avoir été particulièrement important dans l'administration compte tenu du nombre de fois où il est cité et des très hautes charges qui lui incombaient au service d'Abd al-Rahman III. 
Le premier propriétaire de la résidence semble être son fils, Durri al-Sagir, officiant à son tour au service du Calife Al-Hakam II. Il travaillait pour le trésor. Il entra en disgrâce pour une faute dans son service (probablement des malversations, étant donné la nature de ses charges). Il fut condamné de résider à Medinat Alzahra avec une solde réduite à 10 dinars. Le futur calife Hisham leva la sanction en échange d'une « reddition » à l'été 973. 
En mai 973, il offrit sa résidence de Munyat al-Rummaniya au Calife  al-Hakam II. Avant qu'elle ne lui soit offerte, ce dernier semble avoir apprécié cette résidence où il séjourne seul avec ses épouses plusieurs fois, semblant indiquer que la partie construite était de petite taille - ce qui correspond aux observations archéologiques contemporaines. En revanche, ses terrains sont souvent cités pour leur production agricole.  L'ensemble de ces points fait conclure que la résidence a probablement été offerte en échange de l'effacement d'une dette et d'une faute dans la gestion du trésor califal.
Le nom de Durri al-Sagir apparaît au Maghreb, puis comme gouverneur de Baeza à la fin du règne d'Al-Hakam II. Il s'opposa à la succession par Hisham, ce qui lui valut une détention puis la mort.

## Présentation
Le site se trouve à 10km à l'ouest de Cordoue et à 2km plus à l'ouest de Medinat Alzahra. Il s'agit d'une des nombreuses « Almunias » riches demeures de notables. Des almunias connues, c'est celle qui est le plus à l'ouest de Cordoue. Au sud le terrain est relativement plat, et la demeure s'adosse aux flancs de la montagne. Elle est construite entre deux collines de telle façon qu'elle soit difficilement visible depuis le complexe palatin de Medinat Al-Zahra, ce qui reflète probablement la volonté de discrétion de son propriétaire dont le rôle aurait pu inviter à un édifice plus démonstratif. Toute construction ostentatoire aux alentours des palais califaux auraient pu être considérée comme une provocation.
Elle est constituée d'un espace d'habitation donnant sur une alberca, bassin artificiel servant pour le jardinage et l'agrément typique de l’Andalousie musulmane. Celle-ci est exceptionnellement grande :  49,70m de long, une largeur moyenne de 28m et environ 4,1m de haut.
L'alberca est située sur une plateforme surélevée qui domine trois grandes terrasse libres de constructions, et délimitées au nord par un mur d'enceinte en pierres de taille disposées en alternances de « carreaux et boutisses » typique de l'architecture andalouse. On disposait alternativement en carreaux ou en boutisses, mettant après chaque groupe de 1 à 3 boutisses 4 carreaux.
Les terrasses sont à usage agricole et irriguées par le bassin ce qui confère au site archéologique une extraordinaire valeur. Il permet de comprendre les systèmes de cultures et les espèces cultivées durant le califat andalou. La terrasse supérieure où étaient les habitations était dallée de marbre, et de nombreux pas de portes ont été mis au jour avant la transformation de 1926. Peu d'éléments décoratifs ont été trouvés. Quelques vasques, les volutes d'une colonne. En particulier, l'absence de décorations murales est surprenant. 
Le bâtiment supérieur s'ouvrait sur un chemin vers Medinat Al-Zahra. La terrasse inférieure possédait un portail vers une (probable, mais non découverte) route reliant Cordoue et Séville. Des rampes latérales reliaient les terrasses et bâtiments entre eux. L’adduction d'eau se faisait par divers moyens. Elle était d'abord captée du petit torrent qui longe la propriété. Pendant les fortes pluies, son débit peut être considérable, ce qui arrive 3 ou 4 fois par an. À l'époque de la construction, plusieurs inondations de Cordoue furent enregistrées (hivers 972, 974 et 975). Le torrent était alors suffisant pour que le bassin reste rempli tout au long de l'année. 
Deux captations d'eau souterraine permettaient l'approvisionnement en eau potable, la première se jetait dans une réserve fermée par une voûte plein cintre de 3.7×3×5m. L'eau était extraite du bassin par de petites ouvertures au-dessus de la couverture et servait pour l'eau potable. La seconde était une petite grotte naturelle, complétée par une galerie s'ouvrant à l'ouest, aux parois couverte de chaux de 8m de long, 1m de large et 2m de haut. On pouvait y accéder, les murs étaient peints en rouge. Aujourd'hui, son eau se déverse dans le grand bassin en contrebas, et son usage à l'époque n'est pas clair : alimenter le grand bassin, ou bien utiliser autrement l'eau. Une dernière petite captation existait et qui communiquait avec le grand bassin. Elle alimentait probablement des bains aujourd'hui disparus. 
Le grand bassin servait essentiellement à l'irrigation. Il possédait deux ouvertures principales sur le côté, et une dernière au fond probablement utilisée pour vider complètement la réserve pour des tâches de nettoyage.
Le grand bassin était bordé de bâtiments d'habitation probablement sur ses quatre côtés, même s'ils n'ont été mis en évidence que sur deux d'entre eux.